# Юрій Миколайович Зенович
Юрій Зенович (бл. 1510 — †1583) — державний діяч Великого князівства Литовського і Речі Посполитої.

## Життєпис
Походив з сербсько-литовського роду Зеновичів гербу Деспот. Син Миколая Зеновича. Замолоду оженився на представниці роду Глебовичів. 1547 році отримує староства чечерське і пропойське (до 1570 року). Між 1553 та 1555 роками під впливом Миколая Радзивілла Чорного перейшов з православ'я у кальвінізм, звівши в Сморгоні кальвіністський збір.
З 1558 року брав участь у Лівонській війні. У 1559 році разом з Яном Ходкевичем за наказом короля Сигізмунда II Августа займався охороною кордону лівонського ордену з Московським царством. З загоном в 500 вершників забезпечував охорону Режици. 1564 року звитяжив у битві на Улі.
1566 році призначається на посаду каштеляна полоцького, яку обіймав до 1570 року. за пописом 1567 року мав виставляти зі своїм маєтностей 47 коней. 1568 року з успіхом керував обороною Лепеля, за що отримав місто в пожиттєве управління. У 1570 року короткий термін володів лепельським староством. 1577 року стає старостою дісненським. 1579 році стає смоленським каштеляном.
У 1580 року у складі військ свого зятя Михайла Вишневецького брав участь у поході проти московських володінь, зокрема у захоплені Трубецька, плюндруванні сіверщини, перемозі над московським військом у битві на річці Судость. Помер у 1583 році.

## Родина
1. Дружина — Софія, донька Івана Глібовича, великого канцлера литовського
дітей не було
2. Дружина — Ганна, донька князя Івана Слуцького
Діти:
- Кшиштоф (бл. 1540—1614)
- Гальшка (д/н—1594), дружина Михайла Вишневецького, старости черкаського